# Lingua protoindoeuropea
La lingua protoindoeuropea (abbreviato PIE dall'inglese Proto Indo European), o lingua indoeuropea per un uso deprecato, secondo la linguistica comparativa, è la protolingua da cui discendono tutte le lingue indoeuropee. 
La ricostruzione plausibile di gran parte del vocabolario e della struttura grammaticale di questa lingua primordiale, a partire dallo studio dei punti in comune e delle differenze sistematiche delle varie lingue indoeuropee, è considerato uno dei grandi traguardi raggiunti dalla linguistica dall'inizio del XIX secolo. La ricostruzione si basa principalmente sulle caratteristiche comuni delle forme grammaticali e sulle parole imparentate. Un numero elevato di queste parole indica una relazione se il vocabolario da confrontare proviene dal vocabolario di base.

## Famiglia linguistica indoeuropea
Appartengono con certezza alla famiglia linguistica indoeuropea diverse sottofamiglie linguistiche (come branche che si dipartono dal tronco comune, il protoindoeuropeo) a loro volta differenziate in lingue e dialetti:
- le lingue anatoliche, parlate in Anatolia già nel XIX-XVIII secolo a.C. e oggi estinte; ne fanno parte il luvio, l'ittita, il palaico, e nei secoli IX-V a.C. il licio, il lidio, il cario; al ramo anatolico Paul Kretschmer e Vladimir Ivanov Georgiev ascrivono anche una delle lingue di substrato egee che hanno influsso sul greco classico attraverso i loro prestiti lessicali (ramo egeo-anatolico)[3];
- i dialetti del greco, che è la lingua indoeuropea con la maggior continuità storica, dato che un arcaico dialetto greco, il miceneo, nelle sue varianti normale e speciale, è stato scoperto nel 1953 da Michael Ventris nelle tavolette in Lineare B dei palazzi Achei dei secc. XVI-XIII a.C.; della famiglia dei dialetti greci fanno parte, in età storica, lo ionico-attico, il dorico, l'eolico, l'arcado-cipriota, il greco di nord-ovest, il panfilio[4];
- il gruppo delle lingue Indo-iraniche, comprendenti il ramo Indo-ario (lingue indoeuropee parlate in India) e l'iranico (lingue indoeuropee dell'Iran); in età antica è testimoniato dall'avestico e dal sanscrito vedico; i dialetti indo-iranici sono attestati nelle loro sedi nel I millennio a.C.; tuttavia, tracce linguistiche inequivocabili della presenza degli indo-arii sono state rinvenute nei documenti delle civiltà mesopotamiche già fra il 1900 a.C. e il 1300 a.C., in concomitanza con il subentrare di dinastie "barbariche" a Babilonia e fra gli Hurriti[5];
- le lingue celtiche diffuse dal I millennio a.C. nell'Europa atlantica dalla Spagna all'Irlanda e oggi a rischio di estinzione[6];
- le lingue italiche, diffuse in origine in Italia centro-meridionale e nord-orientale e rappresentate, nel I millennio a.C.,  dall'osco-umbro, dal latino dal venetico e da altri dialetti minori[7];
- le lingue germaniche, di cui è certo che già intorno alla metà del I millennio a.C. fossero diffuse in Europa centro-settentrionale, fra il Baltico e il bassopiano sarmatico; le loro prime attestazioni scritte risalgono al V secolo d.C.[8]
- l'armeno, parlato in Armenia e noto a partire dal V secolo d.C.[9]
- il tocario, nei suoi due dialetti estinti A e B (tocario orientale e tocario occidentale), si è estinto da molto tempo ed è documentato nel Turkestan cinese intorno al 1000 d.C.[10];
- l'illirico, una lingua poco nota e diffusa a suo tempo nei Balcani occidentali[11];
- le lingue slave, discese tutte da una protolingua (il paleoslavo), già lingua liturgica della chiesa cristiana ortodossa in Europa orientale[12];
- le lingue baltiche, comprendenti l'antico prussiano, estinto nel XVIII secolo, nonché due lingue vive, il lituano e il lettone[13];
- infine una serie di parlate estinte e poco note, come il frigio, il tracio, il daco-misio, il messapico, il ligure e i dialetti dei Macedoni e dei Peoni[14]; a queste si devono aggiungere le ipotetiche lingue egee morte di substrato indoeuropeo influenti sul Greco antico, ma estranee al ramo egeo-anatolico, fra cui il pelasgico[15], il greco psi[16] e il pelastico[17]. Si ribadisce che queste ultime lingue non sono dialetti greci: i loro resti testimoniano l'affioramento di lingue indoeuropee totalmente sconosciute per altro verso e caratterizzate da fenomeni propri, diversi in parte da quelli che identificano le altre sottofamiglie dell'indoeuropeo.

Le diverse sottofamiglie dell'indoeuropeo sono poi per tradizione raggruppate in due grandi gruppi, divisi dalla cosiddetta isoglossa centum-satem, e distinti in base al trattamento delle consonanti gutturali. Le cosiddette lingue centum (dal latino centum, "cento") continuano le antiche gutturali palatali come velari, mentre le lingue satem (dall'avestico satəm, "cento") le mutano in consonanti fricative palatali e sibilanti.
Gli studiosi attribuiscono valore differente al fenomeno della satemizzazione, a seconda dei loro orientamenti. I fautori della cosiddetta teoria glottidale ritengono ad esempio più pertinente il trattamento delle ipotetiche consonanti glottidali che essi presumono tipiche del proto-indoeuropeo nella sua fase comune, e preferiscono perciò distinguere fra lingue taihun (dal gotico taihun, "dieci") che perdono la glottidalizzazione mutando le glottidali in consonanti sorde, e lingue decem (dal latino decem, "dieci"), che tramutano le glottidali in sonore.

## Esempi di affinità lessicali fra le lingue indoeuropee
Molte affinità lessicali fra le lingue indoeuropee saltano all'occhio, nonostante i mutamenti fonetici verificatisi. Altre sono decisamente controintuitive. Basterà qui fornire qualche esempio:
| Lingua    | Lemma   |
| --------- | ------- |
| Italiano  | me      |
| Latino    | mē      |
| Greco     | με (me) |
| Gotico    | mik     |
| Sanscrito | mā      |
| Ittita    | amug    |
| Persiano  | man     |

| Lingua    | Lemma     |
| --------- | --------- |
| Italiano  | due       |
| Latino    | duo       |
| Greco     | δύω (dýō) |
| Sanscrito | dvā       |
| Russo     | два (dva) |
| Gotico    | twai      |
| Persiano  | do        |

| Lingua    | Lemma | Lemma         | Lemma       | Lemma         |
| --------- | ----- | ------------- | ----------- | ------------- |
| Italiano  | re    | padre         | piede       | lupo          |
| Latino    | rex   | pater         | pes         | lupus         |
| Greco     |       | πατήρ (patēr) | ποῦς (poŷs) | λύκος (lýkos) |
| Sanscrito | raja  | pitā          | pad         |               |
| Persiano  |       | pedar         | pā          |               |

## Tipologia del proto-indoeuropeo
Dal punto di vista tipologico, il proto-indoeuropeo nella fase tardo-unitaria era una lingua flessiva o fusiva, con un alto grado di sinteticità (quantità di morfemi per parola). La ricostruzione interna permette tuttavia di intravedere una fase di poco più remota, in cui la protolingua mostrava ancora in gran parte l'aspetto di una lingua agglutinante. Le tendenze che hanno determinato la trasformazione tipologica sembrano ancora in parte attive nella fase più arcaica di molte delle lingue figlie. Fra queste derive strutturali si notano in particolare:
- la fusione della posposizione con il sostantivo, che porta all'impianto di nuovi casi (come nell'ittita antico e nel tocario, che hanno rispettivamente nove e dieci casi grammaticali, rispetto agli otto di solito riconosciuti comuni a tutta la famiglia linguistica);
- la fusione di forme verbali "ausiliarie" con le radici verbali a formare nuovi tempi o a reintegrare le forme di tempi verbali perduti (come nell'imperfetto latino e nel perfetto debole del germanico)
- la tendenza a rendere più riconoscibili le desinenze personali tramite l'agglutinazione del verbo con forme pronominali o avverbi o tramite la generalizzazione nell'uso di certe desinenze di facile riconoscibilità, al fine di rendere trasparente e maneggevole la flessione verbale (così, ad esempio, nel sanscrito la desinenza primaria -mi si generalizza, per la prima persona, sia nei verbi atematici sia nei verbi tematici: as-mi, "io sono", atematico, e tud-ā-mi, "io percuoto", tematico)

## La grammatica ricostruita del protoindoeuropeo
Con il confronto tra le lingue di attestazione più antica e, in mancanza di queste, tra le lingue moderne, si giunge a ricostruire l'ipotetica lingua da cui esse sarebbero derivate. Di questa lingua si ricostruisce ovviamente tutta la grammatica, comprendente un sistema fonologico, morfologico, sintattico, lessicale, ecc.

### Fonologia
Tenendo conto dell'attuale dibattito scientifico fra i linguisti, si ricostruisce oggi per l'indoeuropeo un sistema fonologico così articolato (i punti interrogativi indicano i fonemi la cui esistenza è maggiormente controversa):
- vocali brevi: *a *e *o (?) *i *u
- vocali lunghe: *ā (?) *ē (?) *ō (?) *ī (?) *ū (?)
- dittonghi: *au *eu *ou *ai *ei *oi
- semivocali: *j /j/ *w /w/
- nasali e liquide: *m /m/-/ɱ/ (se davanti a /f/-/v/) *n /n/ *l /l/ *r /r/-/ʀ/ (queste ultime possono assumere valore sillabico, assumendo l'articolazione di sonante)
- consonanti fricative dentali: *s /s/ (con l'allofono sonoro */z/)
- consonanti fricative laringali: *H1 (?) (fricativa laringale sorda */h/) *H2 (?) (fricativa velare sorda */x/) *H3 (?) (fricativa labiovelare con articolazione sonora */ɣ~w/)
- consonanti occlusive bilabiali: *p /p/ *b /b/ (?) *bh /β/ (spesso ha assunto il suono sordo /ɸ/)
- consonanti occlusive alveolari: *t /t/ *d /d/ *dh /ð/ (spesso ha assunto il suono sordo /θ/)
- consonanti occlusive velari: *k /k/ *g /g/ *gh /ɣ/ (spesso ha assunto il suono sordo /x/)
- consonanti occlusive palatali: *k´ /c/ (?) *g´ /ɟ/ (?) *g´h /ɣ

ģ/ (?) (spesso ha assunto il suono sordo /ç/ (?)) 
- consonanti occlusive labio-velari: *kp /k͡p/w *gb /ɡ͡b/w *gbh /xɸ/w.

Il sistema fonologico ricostruito appare però squilibrato per varie ragioni.
Si notano infatti, fra gli altri problemi:
- la relativa rarità di *a originaria;
- lo statuto poco chiaro delle vocali lunghe, che alcuni indoeuropeisti riducono universalmente a risultanti di incontri di vocale + laringale o a fenomeni di contrazione e allungamento di compenso;
- la rarità di *b
- la difficoltà tipologica di un sistema di occlusive in cui sono presenti triplette di consonanti costituite da sorda ("consonante tenue"), sonora ("media"), sonora aspirata ("media aspirata"), essendo molto scarse le attestazioni pan-indoeuropee delle sorde aspirate ("tenui aspirate")*ph *th *kh *k´h *kwh (la cui presenza è peraltro ancora oggi sostenuta da Oswald Szemerényi). Infatti, nelle lingue naturali conosciute là dove esiste una sola serie di occlusive aspirate, queste sono sorde; aspirate sonore si trovano solo in lingue che possiedono anche aspirate sorde.

In realtà un'interessante teoria proposta da Francisco Villar sostiene che l'indoeuropeo avesse quattro timbri originari: /α/, /e/, /i/, /u/. La /α/ si sarebbe caratterizzata per un'articolazione intermedia fra /a/ ed /o/.
La questione della rarità di *a ha indotto il linguista spagnolo Francisco Villar, sulla scorta delle proposte teoriche di Francisco Rodríguez Adrados a postulare per l'indoeuropeo più arcaico un sistema a quattro vocali (*a *e *i *u), con un'articolazione arrotondata della *a e un'articolazione medio-bassa della *e.
Più spinosi interrogativi sorgono dall'anomalia tipologica del sistema di occlusive. Una risposta possibile è fornita dalle proposte del linguista americano Paul J. Hopper e dai linguisti sovietici Tamaz Gamkrelidze e Vjačeslav Ivanov, secondo cui le consonanti indoeuropee che tradizionalmente si ricostruiscono come sonore avevano in origine un'articolazione glottidale (rara per le consonanti labiali, il che spiegherebbe fra l'altro la rarità di *b), mentre le consonanti sonore aspirate andrebbero concepite come semplici sonore; l'articolazione aspirata delle sorde e delle sonore sarebbe stata allofonica.
Nella presente voce si è deciso di seguire la ricostruzione tradizionale, che  sembra rendere conto della maggior parte dei fenomeni.

### Prosodia e accento
Fra le lingue indoeuropee le tipologie di accento sono molteplici:
- il greco, il vedico e il lituano posseggono un accento musicale a tre toni, e in particolare, l'accento del vedico è indefinitamente libero, quello del greco è libero nei limiti delle ultime tre sedi (legge del trisillabismo); limitazioni in parte analoghe si hanno in lituano;
- l'italico ha un accento fisso intensivo sulla prima sillaba; si distingue però il latino, che ben presto abbandona l'accento fisso intensivo originario e ricrea autonomamente un accento musicale a un solo tono, moderatamente libero nei limiti delle ultime tre sedi;
- situazioni simili al proto-italico, cioè un accento fisso intensivo, mostrano anche il celtico e il germanico[19].

La prosodia del protoindoeuropeo, per la maggior parte degli studiosi, è quella di una lingua con accento musicale (cioè percepito come un'elevazione di tono) in cui esiste una sistematica distinzione fra vocali lunghe e brevi, sebbene l'evoluzione linguistica abbia alterato la loro disposizione e diffusione originaria. Alcuni studiosi, come ad es. Francisco Villar, ipotizzano che la distinzione fra vocali lunghe e brevi fosse propria solo di alcuni dialetti indoeuropei, e in particolare dell'indoeuropeo tardo, e pongono in secondo piano il problema della natura dell'accento. Una teoria particolarmente articolata presenta Oswald Szémerenyi, che sulla base del confronto fra accento greco, vedico e lituano, postula, per il proto-indoeuropeo comune, un accento tritonale, con un tono ascendente (acuto o udātta), un tono discendente (circonflesso) e un tono grave. Un elemento certo dell'accento indoeuropeo è la sua assoluta libertà. L'assenza delle cadute di vocali e dei fenomeni di alterazione collegati all'accento intensivo, fa ipotizzare con relativa sicurezza che la protolingua avesse un accento musicale, probabilmente con un unico tono, quello acuto.

### Morfologia
Alcuni fenomeni fonetici di interesse morfologico (morfo-fonologici) accomunano tutte le lingue indoeuropee:
- Le radici delle lingue indoeuropee sono generalmente monosillabiche;
- i morfemi sono costituiti in base a una legge di sonorità crescente, per cui la sonorità dei fonemi che li compongono cresce man mano che si avvicina al nucleo sillabico; per un meccanismo di eufonia, i fonemi consonantici occlusivi si radunano intorno al nucleo vocalico della radice a partire dal punto di articolazione più esterno (ad es. la consonante occlusiva labiale precede la dentale e non viceversa: è perciò possibile *pter ma non *tper); per la stessa ragione è raro incontrare radici in cui un'occlusiva dentale precede una velare (uno dei pochi esempi è *dhghom-, terra);
- l'indoeuropeo evita la costituzione di radici che si aprono e si chiudono con consonanti occlusive sonore (è possibile *teg ma non *deg);
- presenza di non meglio definiti "determinativi radicali": alcune radici mostrano doppia forma, con una *s- iniziale oscillante (la rad. teg- "coprire", è attestata anche come *s-teg-);
- le radici indoeuropee mutano vocale in base alla loro funzione morfologica (apofonia): così, a seconda del tempo verbale che va a formare, la rad. *-leikw-, "lasciare", presenta un grado pieno *-loikw- e un grado zero *-likw-;
- diffusi sono i fenomeni di assimilazione consonantica, in base ai quali due consonanti contigue tendono ad assumere un punto di articolazione simile o identico;
- azione della legge di Sievers-Edgerton, scoperta nel gotico dal germanista Eduard Sievers e nelle lingue indo-arie dal sanscritista Franklin Edgerton: una semivocale *j o *w tende a geminarsi in *ij o *uw dopo sillaba lunga: così abbiamo *pot-jom da *poti-, ma *H1egnijom da *H1egni-.

### Morfonologia
Dal punto di vista tipologico, l'indoeuropeo tardo ricostruito è una lingua flessiva o fusiva, con un alto grado di sinteticità (come il vedico, il greco, il latino, il tedesco, il russo). Ciò vuol dire che nella protolingua più funzioni morfologiche si addensano nello stesso morfema. Si è già detto però che gli indizi derivanti dalla ricostruzione interna inducono i linguisti a ipotizzare che in una fase molto remota della sua storia, l'indoeuropeo avesse una struttura di lingua agglutinante (con ogni morfema usato a indicare una e una sola funzione morfologica, come accade oggi in turco o in finlandese).
La comparazione sistematica delle morfologie delle antiche lingue indoeuropee permette ai linguisti di ricostituire in maniera abbastanza attendibile l'identikit della flessione del nome, dell'aggettivo, del pronome e del verbo indoeuropei.

### Parti variabili e invariabili del discorso
Le parti del discorso ricostruibili per l'indoeuropeo non coincidono in tutto e per tutto con la situazione delle lingue figlie:
- per quanto attiene alle parti variabili del discorso, si distinguono nella protolingua una morfologia del nome, dell'aggettivo, del pronome, del verbo, ma manca completamente ogni traccia di articolo: frutto di innovazioni più tarde sono infatti gli articoli del greco, di alcune lingue slave antiche, delle lingue germaniche moderne e delle lingue neolatine;
- quanto alle parti invariabili, l'indoeuropeo non ha una vera e propria preposizione, piuttosto si affida all'uso dei casi del nome e all'impiego della posposizione (posposizioni ricostruite sono ad es. *em e *bhi, "a, in direzione di", nonché *ed, "da"); le particelle che nelle lingue figlie appaiono usate come preposizioni proprie, in indoeuropeo rivestono il ruolo di avverbi di luogo e di tempo, o di posposizioni improprie (è il caso di *per-i "per, intorno", o *eks, ", fuori da, da"); quanto agli avverbi di modo e alle congiunzioni, la situazione della protolingua non è sempre ricostruibile in modo univoco, dato che l'indoeuropeo sembra essere ricorso diffusamente all'uso avverbiale dei casi accusativo, ablativo, locativo, strumentale di nomi, aggettivi e pronomi.

### Morfologia nominale
La morfologia del nome e dell'aggettivo, nelle lingue indoeuropee, mostra una flessione sistematica secondo la nozione del caso grammaticale e del numero, e una flessione semi-sistematica secondo il genere. Al di là di questo tratto comune, le antiche lingue indoeuropee mostrano un ampio ventaglio di varianti: dai dieci casi del tocario, ai cinque casi del greco. I dati linguistici sembrano comprovare che lingue con un minor numero di casi ne avevano di più in fasi precedenti della loro evoluzione (ad es. il dialetto miceneo, variante di greco della tarda età del bronzo, ha sei casi). D'altro canto i dieci casi del tocario, e i nove dell'antico ittita sembrano essere il risultato di influssi di vicine lingue non indoeuropee (pressioni di adstrato). Si ritiene per lo più che la situazione originaria si sia conservata nelle lingue indo-arie, e si suppone che come queste ultime, la protolingua avesse otto casi:
- il nominativo: caso del soggetto grammaticale;
- il vocativo: caso del complemento di vocazione;
- l'accusativo: caso dell'oggetto e del moto a luogo (allativo)
- il genitivo: caso del complemento di specificazione
- l'ablativo: caso dei complementi di moto da luogo, origine, provenienza, separazione
- il dativo: caso dei complementi di termine e vantaggio
- lo strumentale-sociativo: caso dei complementi di mezzo, strumento, causa efficiente, compagnia, unione;
- il locativo: caso indicante lo stato in luogo.

L'indoeuropeo conosceva tre generi: il maschile e il femminile e il neutro (quest'ultimo indicante la categoria dell'inanimato); si ricostruiscono, anche se oggi più problematicamente che in passato, tre numeri: il singolare, il plurale e il duale (quest'ultimo per indicare le coppie di enti animati e inanimati). Non è implausibile che nell'indoeuropeo i casi fossero ben distinti solo al singolare, o in altre parole, che essi mancassero del tutto di determinazione quanto al numero.
La declinazione nominale e aggettivale conosceva, nelle lingue indoeuropee, due varianti:
- una flessione tematica, caratterizzata dal fatto che le desinenze dei casi si impiantano su un'originaria vocale tematica *-e-, che nella flessione appare come *-o- nei maschili e nei neutri e come -a- nei femminili, per le pressioni del contesto fonetico;
- una flessione atematica, propria dei temi in consonante, in *-i- (salvo alcuni femminili in *-iH2), in *-u- e in dittongo.

Qui di seguito forniremo in tabella le sole desinenze generali:
|             | Singolare |
| ----------- | --- |
| Nominativo  | - *-s (maschili tematici e atematici; femminili atematici) - *-H2 (femminili tematici in *-aH2 e *-iH2); - neutri atematici: nessuna desinenza; - neutri tematici *-m |
| Vocativo    | nessuna desinenza (il vocativo ha il tema o la radice puri) |
| Accusativo  | *-m (che si sonantizza dopo consonante) |
| Genitivo    | - forme atematiche: *-es, *-os, *-s; * - forme tematiche *-osjo, *-esjo                                                                                               |
| Ablativo    | - forme atematiche *-es, *-os, *-s; - forme tematiche -*ōd nei temi in *-o-                                                                                           |
| Dativo      | *-ei (nei nomi di declinazione tematica si contrae con la vocale tematica)                                                                                            |
| Strumentale | *-e (nei temi di declinazione tematica si contrae con la vocale tematica)                                                                                             |
| Locativo    | *-i |

Per lo strumentale singolare sono attestati altri allomorfi, verosimilmente varianti diacoriche: in particolare, -*bhi (cfr. greco omerico îphi "con forza", derivante da un wî-phi miceneo), e *-mi (in genere le desinenze di strumentale, dativo e ablativo con elemento *-m- prendono il sopravvento su quelle con elemento *-bh- nelle aree baltica, slava e germanica).
|             | Duale                                         |
| ----------- | --------------------------------------------- |
| Nominativo  | *-e (maschile e femminile), *-i per il neutro |
| Vocativo    | *-e (maschile e femminile), *-i per il neutro |
| Accusativo  | *-e (maschile e femminile), *-i per il neutro |
| Genitivo    | *-ous(?)                                      |
| Ablativo    | *-bhjoH3 (variante diacorica: -*moH3)         |
| Dativo      | *-bhjoH3; (variante diacorica: -*moH3)        |
| Strumentale | *-bhjoH3 (variante diacorica: -*moH3)         |
| Locativo    | *-ou                                          |

|             | Plurale |
| ----------- | --- |
| Nominativo  | - *-es (maschile e femminile); - *-H2 (nel neutro: nei neutri tematici dà invece luogo ad -eH2> aH2)                                                  |
| Vocativo    | - *-es (maschile e femminile); - *-H2 (nel neutro: nei neutri tematici dà invece luogo ad -eH2> aH2)                                                  |
| Accusativo  | maschile e femminile *-ns (con sonantizzazione dopo consonante finale di radice); *-H2 (nel neutro: nei neutri tematici dà invece luogo ad -eH2> aH2) |
| Genitivo    | *-om, *ōm |
| Ablativo    | *-bh(j)os (variante diacorica *-mos) |
| Dativo      | *-bh(j)os (variante diacorica *-mos) |
| Strumentale | *-bhis (variante diacorica *-mis), *-oHis nei temi in *-o-                                                                                            |
| Locativo    | *-su, *-oisu, nei temi in *-o- |

#### Flessione dell'aggettivo
La presenza di un aggettivo sistematicamente identificato come parte del discorso vòlta a contrassegnare sul piano sintattico l'attributo e determinate forme del complemento predicativo sembra essere un tratto peculiare della morfo-sintassi della famiglia linguistica indoeuropea. In diverse lingue dell'area mediterranea non indoeuropea (come ad esempio, nelle lingue semitiche), gli aggettivi sono spesso assenti, in quanto sostituiti da formazioni verbali o da costruzioni con sostantivi.
Gli aggettivi indoeuropei si conformavano in tutto e per tutto alla flessione del nome: si declinavano infatti per genere, numero e caso, come del resto accade nelle lingue classiche, in vedico, in tedesco e nelle lingue slave (che però hanno diffusamente innovato). Come per i nomi, così per gli aggettivi si distingueva una flessione tematica e una atematica.
L'aggettivo indoeuropeo formava i gradi di comparazione tramite inserzione di suffissi appositi nella radice:
- il comparativo di maggioranza veniva formato con il suffisso *-ison- o *-ijon- (alla base del comparativo latino -ior, della forma greca atematica -ίων, nonché dei comparativi germanici);
- il superlativo assoluto e relativo si formava con i suffissi elativi *-to-, *-is-to-, -mo-, t-mo;
- esisteva inoltre un suffisso *-tero-, che indicava la distinzione fra due gruppi (ad esempio *dhelu-tero-: "femminile, non maschile").

Qui di séguito alcuni esempi di aggettivi:
aggettivi tematici:
- *kaikos, *kaikaH2, *kaikom "cieco, oscuro" (cfr. latino caecus, e il greco καικία "vento del nord dalle nuvole nere")
- *akros *akraH2 *akrom "acre"
- *newos *newaH2 *newom "nuovo, giovane" (cfr. il greco νέος)
- *rudhros *rudhraH2 *rudhrom "rosso, rubizzo" (latino ruber)
- *koilos *koilaH2 *koilom "cavo, vuoto" (cfr. il greco κοιλὸς, e il latino coelum, coelus "cielo" - il grande vuoto)
- *elngwhros, *elngwhraH, *elngwhrom "leggero" (cfr. il greco ἐλαφρὸς)

aggettivi atematici:
- *swaH2dus (>*sweH2dj-) *swaH2dwiH2 *swaH2du "soave, dolce" (latino suavis)
- *brgwhus *brgwhwiH2 *brgwhu "breve"
- *lgwhus *lgwhwH2 *lgwhu "lieve"
- *tnus tnwiH2 tnu "tenue, lungo"
- *mldus *mldwiH2 *mldu "molle, morbido"
- *oH3kus (*>eH3ku-) oH3kwiH2 *oH3ku "veloce" (latino ocior ocius, greco ὠκὺς)

Sono aggettivi atematici con tema in -nt i participi attivi, di cui si registra il paradigma sotto la flessione verbale.

##### Aggettivi numerali
Una struttura a sé mostrano gli aggettivi numerali, che costituiscono uno degli aspetti più solidi della grammatica ricostruita dell'indoeuropeo.
Qui di seguito una ricostruzione dei numerali cardinali da uno a cento in indoeuropeo, in base alle ricostruzioni presenti nell'Introduzione alla linguistica comparativa di O. Szémerenyii, modificate parzialmente in base a un approccio laringalistico:
*sems, *smiH2, *sem 1; *ojos *ojaH2 *ojom, *oinos *oinaH2 *oinom, *oikos *oikaH2 *oikom (varianti per "unico, solo");
*d(u)wō 2; *(am)bhoH3 "entrambi";
*trej-es; *trisres *trih2 3;
*kwettwor-es *kwettusres *kwettwor 4;
*pénkwe 5;
*(s)weks 6;
*septm 7;
*H3oktoH3 8;
*(H1)newn 9;
*dékm(t) 10;
*(d)wihkomt 20;
*trihkomt 30;
*kwettwrkomt 40;
*penkwekomt 50;
*(s)wekskomt 60;
*septmkomt 70;
*H3okteH3komt 80;
*H2newnkomt 90;
*kmtòm 100.
Per le centinaia è possibile che l'indoeuropeo, come il vedico, ricorresse a tre dinamiche di formazione:
1. la creazione di un sostantivo neutro a partire da *kmtòm (dinamica presente anche in gotico): esempio *triH2 *kmtaH2 *gwowòm "tre centinaia di vacche" seguito, come si può vedere, da un genitivo partitivo;
2. la creazione di un aggettivo composto: esempio *trkmtōs *trkmtaH2s *trkmtaH2 (come in vedico, greco e latino e nella maggior parte delle lingue indoeuropee);
3. la creazione di un composto usato come collettivo e seguito dal genitivo partitivo, esempio *trkmtom gwowòm (come in vedico e in latino arcaico).
Non esiste una formazione univocamente ricostruibile per il numerale 1000. Tuttavia la maggior parte degli studiosi ritiene plausibile che:
1. il sanscrito sahasram, l'avestico hazahra-, il greco antico χείλιοι, il latino mille da *mi-hi-li (dove mi < *smi-H2, femminile di *sem-), risalgano a locuzioni come *sem (*sm-) *gheslo-m o *smiH2 *ghesliH2;
2. il germanico, il baltico e lo slavo abbiano innovato, creando una nuova forma a partire dal participiale *tūsntiH2 "abbondante".
Gli aggettivi numerali ordinali venivano formati per lo più con l'inserzione dei suffissi *-o-, *-to-, *-mo-

### Morfologia pronominale
Il pronome indoeuropeo seguiva anch'esso una flessione per genere numero e caso. Per l'indoeuropeo i linguisti ricostruiscono con certezza i pronomi di prima e seconda persona singolare (*H1egH-om, *em-, *m-,"io" e *tou "tu"), nonché il pronome riflessivo *sw-, riconducibile a una radice dal significato originario di "famiglia, genere".
Accanto a questi due pronomi, sono oggetto di ricostruzione abbastanza univoca i temi pronominali dimostrativi *so- *to- (con significato cataforico) e *i- (*ei-) (con significato anaforico). Questi temi pronominali costituiscono rispettivamente la declinazione dei dimostrativi so saH2 tod e is iH2 id. Da questi temi pronominali si sono ricavati, nelle lingue figlie, pronomi indefiniti e relativi.
Sufficiente attendibilità fornisce anche la ricostruzione del pronome interrogativo-indefinito *kwis kwid ("qualcuno, qualcosa, chi?, che cosa?").
Erano attestati largamente nella protolingua anche i pronomi e aggettivi indefiniti *aljos ("altro", fra molti) e *e-tero-, al-tero- ("altro", fra due).
Non esisteva in indoeuropeo un vero e proprio pronome relativo, a cui probabilmente sopperiva un uso correlativo dell'anaforico *is e dell'indefinito kwis, situazione che è alla base dei differenti sviluppi del ramo italo-celtico (che privilegiò *kwis) da un lato, e del ramo greco-indo-iranico (che privilegiò il tema pronominale *i-) dall'altro.

### Morfologia verbale
Il verbo indoeuropeo si coniugava in base alle categorie di persona e numero, ed era ovviamente articolato in modi e tempi; a differenza del verbo delle lingue semitiche, non era sessuato (maschio/femmina), se non nelle forme aggettivali (participio, aggettivo verbale). Aveva inoltre una coniugazione sintetica (con desinenze proprie) per la diatesi del medio-passivo. Queste caratteristiche strutturali distintive sono ampiamente attestate nelle antiche lingue indoeuropee sin dal loro stadio più arcaico, e devono pertanto ritenersi proprie della stessa protolingua ricostruita.
In concreto, la morfologia verbale dell'indoeuropeo, quale viene ricostruita dai linguisti, presenta le seguenti caratteristiche generali:
- la presenza di due coniugazioni: una atematica (più primitiva) e una tematica;
- la presenza di tre numeri (singolare, duale e plurale);
- la presenza di due forme, l'attivo e il medio (quest'ultimo con funzioni che ricoprono, approssimativamente, quelle del verbo di forma passiva e riflessiva delle lingue moderne);
- quattro modi verbali, l'indicativo, il congiuntivo, l'ottativo, l'imperativo, più un'ampia schiera di formazioni nominali de-erbali fra cui spiccano il participio e un infinito di ricostruzione dubbia; i modi sono caratterizzati da suffissi specifici: nella coniugazione atematica, l'indicativo e l'imperativo non hanno alcuna caratteristica morfologica, l'ottativo ha il tipico suffisso -*(i)jeH1-, *-iH2-, il congiuntivo assume come suffisso una vocale tematica breve con alternanza fra -*e- ed *-o- (quest'ultima davanti a desinenze che iniziano per consonanti nasali o labiali); nella coniugazione tematica, l'indicativo e l'imperativo hanno come caratteristica una vocale tematica breve, con alternanza fra -*e- ed *-o- (quest'ultima davanti a desinenze che iniziano per consonanti nasali o labiali), l'ottativo assume il tipico suffisso *-o-j- * -o-i-, il congiuntivo ha una vocale tematica lunga;
- una distinzione sistematica fra temi temporali, ricavati spesso dalla radice verbale tramite l'apofonia; i temi temporali identificano la qualità dell'azione, l'aspetto, ancor prima che la sua collocazione nel tempo; per l'indoeuropeo si ricostruiscono quattro tempi: il presente, l'imperfetto, l'aoristo (forma di preterito affine al passato remoto delle lingue neolatine), il perfetto (indicante uno stato compiuto nel presente, conseguenza di un'azione passata); dubbia, o comunque non chiaramente ricostruibile, è l'esistenza di un piuccheperfetto (indicante uno stato compiuto nel passato, come conseguenza di un'azione passata precedente); è assente una forma univoca di futuro, essendo spesso usati come futuri il presente indicativo, il presente congiuntivo e l'aoristo congiuntivo, o forme di presente con significato desiderativo;
- collegate alla formazione dei tempi sono cinque caratteristiche peculiari del verbo indoeuropeo:

1. la distinzione, sia nell'attivo, sia nel medio, fra desinenze primarie (tipiche del presente indicativo e spesso contrassegnate da una caratteristica *-i) e desinenze secondarie (tipiche degli altri tempi e dei modi diversi dall'indicativo); una situazione a sé è propria degli imperativi, che hanno desinenze specifiche con affissi in -*u e -*ōd;
2. la presenza di un ampio ventaglio di suffissi per le formazioni di presente atematico e tematico;
3. l'attestazione di desinenze distinte per il perfetto;
4. l'attestazione oscillante dell'aumento, un prefisso *e- tipico dell'indicativo dei tempi passati (imperfetto, aoristo);
5. la presenza, nel perfetto (e in certe forme di aoristo), del raddoppiamento (consistente nella riduplicazione della consonante iniziale del verbo seguita da una *-e-). La presenza o l'assenza dell'aumento nei tempi passati è probabilmente regolata dalla legge del Koniugationsreduktionssystem (sistema di riduzione della coniugazione), identificata per il vedico dal linguista polacco Jerzy Kuriłowicz: tale legge prescrive che alcuni affissi verbali (come l'aumento o la caratteristica *-i delle desinenze primarie) siano omessi, nel periodo, a partire dalla seconda proposizione di una catena di frasi coordinate.

Qui di séguito, in tabella, lo schema delle desinenze generali del verbo indoeuropeo tematico e atematico:
- coniugazione atematica attiva:

|                 | Desinenze primarie | Desinenze secondarie | Imperativo    |
| --------------- | ------------------ | -------------------- | ------------- |
| I pers. sing.   | *-mi               | *-m                  | (manca)       |
| II pers. sing.  | *-si               | *-s                  | *-dhi, *-tōd  |
| III pers. sing. | *-ti               | *-t                  | *-tu, *-tōd   |
| I pers. du.     | *-wes              | *-we                 | (manca)       |
| II pers. du.    | *-tH1es            | *-tom                | *-tom         |
| III pers. du.   | *-tes              | *-taH2m              | *-taH2m       |
| I pers. plur.   | *-mes              | *-me                 | (manca)       |
| II pers. plur.  | *-te               | *-te                 | *-te, *-tōd   |
| III pers. plur. | *-nti              | *-nt                 | *-ntu, *-ntōd |

### Sintassi
L'indoeuropeo, come le più antiche lingue flessive che ne derivano, sembra essere stato una lingua con ordine sintattico OV (tendenza dell'oggetto a precedere il verbo transitivo nella frase non marcata).

## La metrica indoeuropea
Alcune coincidenze significative fra le diverse forme di poesia epica e lirica delle antiche culture di lingua indoeuropea permettono di ricostruire, in modo approssimativo, il panorama del patrimonio poetico (metrica e stilistica) comune alle tribù indoeuropee nella loro tarda fase unitaria.
L'attribuzione al proto-indoeuropeo di un accento musicale e di un'opposizione fonemica fra sillabe lunghe e brevi ha una conseguenza precisa sulla metrica della protolingua, che dovette essere di natura quantitativa, cioè basata sulla durata, o quantità della sillaba, secondo quanto stabilito già da Antoine Meillet, il quale afferma con chiarezza che l'unità di base del ritmo del verso proto-indoeuropeo, esattamente come in greco e in vedico, era la sillaba, essendo ogni parola indoeuropea costituita di sillabe lunghe e brevi.
Il greco e il vedico rivestono particolare importanza nella ricostruzione della metrica indoeuropea per una serie di ragioni:
- in primo luogo, il greco antico e il vedico presentano meglio conservata la situazione della prosodia proto-indoeuropea comune;
- per converso, le lingue celtiche, italiche, germaniche hanno attuato fortissime innovazioni della situazione originaria; presenta innovazioni, sia pur in misura minore, anche il persiano antico (avestico e gatico);
- lo statuto particolare del ramo anatolico, particolarmente arcaico ma anche, per varii aspetti, marginale, ne ridimensiona in gran parte il peso sulla ricostruzione[28].

Oltretutto, come osservato a suo tempo da Marcello Durante, il greco e le lingue indo-arie sembrano oggettivamente possedere un patrimonio culturale comune, che ha influito a largo raggio in tutta l'area occupata dalle tribù indoeuropee nella fase tardo-unitaria (fenomeno della solidarietà greco-indoiranica).
Il panorama delle metriche delle antiche lingue indoeuropee risulta in apparenza assai vario. Ad esempio:
- in greco, si assiste alla compresenza di due sistemi in apparenza eterogenei: 1) la metrica eolica, basata su versi di numero di sillabe fisso (isosillabismo), con una parte libera di una o due sillabe (base hermanniana) e una parte dal ritmo quantitativo stabilito; 2) la metrica ionica, basata sulla possibilità di sostituire una lunga con due sillabe brevi[30]; l'uso di figure di suono (allitterazione o rima), è collegato a contesti particolari[31];
- in vedico si ha minor varietà di forme: i versi hanno numero di sillabe fisse (isosillabismo), con una parte libera iniziale e la chiusa con ritmo quantitativo stabilito[32]; anche in vedico, l'uso delle figure di suono è legato a contesti particolari[33];
- in latino, prima dell'importazione della metrica greca, l'unico verso quantitativo strutturato è il saturnio, assai irregolare e caratterizzato da un largo impiego dell'allitterazione e dell'omeoteleuto[34]; allitterazioni e omeoteleuti caratterizzano anche la prosa ritmica delle formule magiche e giuridiche (carmen)[35];
- in germanico i versi, divisi per lo più in due membri da una cesura e basati sull'allitterazione, hanno un ritmo basato su un numero fisso di sillabe accentate e un numero variabile di sillabe non accentate[36];
- nelle lingue celtiche si sviluppa una metrica raffinata, basata sull'isosillabismo e sulla rima, all'interno di strofe e componimenti poetici complessi[37].

Da questa variegata gamma di situazioni emergono due fenomeni salienti:
- in tutte le forme metriche attestate nelle varie tipologie di poesia indoeuropea, è evidenziabile la presenza di figure di suono, con la differenza che in alcuni casi (greco, vedico) queste figure di suono sono usate a fini espressivi, mentre in altri casi (latino arcaico, germanico, celtico) sono parte del sistema;
- in greco (metri eolici) e in vedico ci sono forme metriche caratterizzate da: 1) isosillabismo; 2) presenza di una base libera; 3) presenza di una clausola o chiusa del verso rigorosamente regolata; 4) impiego dei versi in strutture strofiche (distici come minimo). Nelle lingue celtiche, germaniche e italiche, che non si conformano a questo sistema, si rileva comunque una tendenza molto spiccata alla simmetria e all'isosillabismo[38].

La conseguenza di queste semplici osservazioni porta a dedurre che il verso indoeuropeo aveva alcuni caratteri definiti:
- era contrassegnato da isosillabismo (versi dello stesso numero di sillabe, da otto in su: ne sono esempi il gliconeo greco o uno dei quattro versicoli componenti la śloka sanscrita);
- nella prima parte era libero, ma aveva struttura rigorosa sul piano quantitativo nella clausola, che in linea di massima poteva avere ritmo giambico o trocaico (quest'ultimo aspetto è contestato da chi nega la distinzione fra lunghe e brevi nel proto-indoeuropeo comune);
- era aggregato in strofe, in cui spesso l'ultimo verso poteva essere caratterizzato da catalessi, cioè da caduta dell'ultima sillaba (i canti indoeuropei, fossero di carattere narrativo o fossero inni agli dèi come i componimenti del Rgveda, avevano forse più spesso la struttura dell'ode che del poema);
- era caratterizzato dall'uso espressivo diffuso di figure retoriche di suono, come l'allitterazione, la paronomasia, la paretimologia, l'omeoteleuto, il parallelismo, l'isocolia.

## La lingua poetica indoeuropea
Da quanto abbiamo detto sulle formule più ricorrenti della poesia indoeuropea, "gloria immortale" e "sacra potenza", si può dedurre una constatazione abbastanza semplice: la società tardo-indoeuropea kurganica esprimeva una poesia di carattere epico, che già riconosceva, come suo valore primario, la ricerca della gloria in quanto unica possibile forma di eternità concessa all'uomo. Ne consegue che il poeta, fra gli indoeuropei, aveva probabilmente un ruolo particolare. Ne rendono testimonianza il ruolo che agli aedi attribuisce la poesia omerica, così come l'articolata complessità di figure di poeti conosciute dal mondo indo-ario.
Sul piano delle tematiche dell'ipotetica poesia indoeuropea, è verosimile l'idea che in essa fossero già presenti alcuni nuclei narrativi ricorrenti delle epiche indoeuropee storicamente note, e alcuni miti cosmogonici che gli indoeuropei, come del resto i semiti e altre popolazioni dell'Eurasia, avevano ereditato dalle più antiche culture del neolitico sin dall'epoca dell'invenzione e dell'assimilazione delle tecnologie legate alla pratica dell'agricoltura. Temi come il ritirarsi dell'eroe offeso, che reca disgrazia alla comunità, o il ritorno dell'eroe, che ristabilisce una situazione di equilibrio, o archetipi narrativi come il compianto dell'amico dell'eroe (che si ritrovano per altro anche in epiche non indoeuropee) devono risalire a una fase molto remota.

## Proto-lessico e proto-cultura
Lo studio dell'Indoeuropeo come protolingua ha permesso agli studiosi di collocare nel tempo e nello spazio l'ipotetica protocultura comune alle varie tribù che parlavano dialetti indoeuropei. Allo stadio attuale degli studi la maggior parte degli indoeuropeisti, secondo l'ipotesi kurganica basata sulle indagini archeologiche di Marija Gimbutas, tende a porre l'Urheimat, o patria originaria, degli Indoeuropei, nella zona compresa fra i Monti Urali e il Mar Nero, e a indicare nella prima età del bronzo (5000 a.C.) il momento della preistoria dell'Eurasia in cui si definisce l'identità originaria degli Indoeuropei, la cui civiltà è per lo più identificata con la cultura kurgan, le grandi sepolture a tumulo diffuse fra il basso Danubio e le pendici del Caucaso. Secondo questa teoria, tendenzialmente maggioritaria, gli Indoeuropei si sarebbero poi diffusi in varie ondate, con migrazioni semi-violente o vere e proprie invasioni, sovrapponendosi alle più antiche società neolitiche grazie a tre innovazioni tecnologiche: le armi di bronzo, la ruota a raggi e la domesticazione del cavallo.
Teorie alternative rintracciano il punto di irradiazione degli indoeuropei in altre zone:
- L'archeologo britannico Colin Renfrew individua l'Urheimat in Anatolia, e fa coincidere l'espansione indoeuropea con la diffusione dell'agricoltura nel Neolitico, a partire dall'8000 a.C.; nonostante l'ingegnosità dell'approccio, agli occhi della comunità scientifica il punto di vista di Renfrew non riesce però a spiegare coerentemente la presenza degli Indoeuropei in India;
- Il linguista italiano Mario Alinei ipotizza che gli Indoeuropei fossero presenti nelle loro sedi già alla fine del Paleolitico Superiore (teoria della continuità), associandone la diffusione all'arrivo dell'Homo sapiens in Europa circa 30.000 anni fa; Alinei si spinge a ricondurre al Paleolitico fin troppi aspetti dell'attuale situazione geolinguistica europea: agli occhi degli studiosi tale approccio, nonostante alcuni affascinanti spunti teorici, non appare perciò fondato su prove certe e complica inutilmente il quadro linguistico dell'Europa occidentale, che si spiega molto meglio in virtù di eventi storici assai più recenti e ben documentati;

Oltre al tentativo di identificare la Urheimat, gli archeologi e i linguisti (fra cui spiccano, in Italia, Enrico Campanile, Paolo Ramat e Anna Giacalone Ramat) hanno cercato di ricostruire, per quanto possibile, i tratti comuni alla civiltà indoeuropea. Il lessico della protolingua e le somiglianze antropologiche delle varie tribù permettono di individuare con sufficiente sicurezza alcuni aspetti originari comuni:
- la protolingua riflette una cultura della prima Età del Bronzo (tardo-eneolitica e proto-calcolitica), dato che le uniche sostanze metalliche note ai primi Indoeuropei sembrano essere state il rame e la sua lega con lo stagno, entrambe indicate dalla radice alla base della parola latina aes, "bronzo", appunto;
- dal punto di vista dell'organizzazione della famiglia, gli Indoeuropei sembrano essere caratterizzati da un forte patriarcato virilocale; marcate convergenze etnologiche e mitografiche fra popolazioni indoeuropee di età storica e l'usanza di seppellire nei Kurgan, con il principe morto, le sue mogli e concubine, induce gli antropologi a pensare che fra gli Indoeuropei si praticasse il sacrificio della vedova; sembra inoltre che nella società delle tribù indoeuropee la schiavitù fosse in origine prettamente femminile;
- la struttura sociale indoeuropea sembra essere trifunzionale, articolata cioè in sacerdoti, guerrieri e produttori; tale tripartizione di funzioni venne ipotizzata, per gli Indoeuropei, da George Dumézil; essa appare tipica di ogni società che mostri qualche primitiva forma di specializzazione;
- alla testa della tribù indoeuropea è in genere un *regs, un re con funzioni sacrali, che può essere affiancato da un capo militare o può coincidere con esso; figure di capi-clan sottoposti al *regs sono il *wikpotis (signore del *woikos o clan tribale) e il *demspotis (signore della casa, o paterfamilias);
- un ruolo a parte, nella società indoeuropea, aveva il poeta, cantore orale che come artefice della parola appare dotato altresì di poteri magici ed evocativi, sciamanici;
- la religione degli Indoeuropei rifletteva la loro società: era infatti dominata da figure di divinità maschili associate ai fenomeni celesti, per quanto non manchino del tutto le dee; una figura divina comune ricostruita con abbastanza sicurezza è *Dyeus, il sacerdotale dio Cielo; a *Dyeus si affiancava probabilmente, come moglie, una Madre Terra (*Dhghōm maH2tēr), un guerriero dio delle tempeste *Perkwunos, e infine un pacifico dio organizzatore delle attività produttive del popolo, *H2aryomen; altre figure divine, accanto a queste, sono: il dio delle acque *Neptonos, la dea puledra *"H1ekwonaH2" la dea delle acque profonde *Danu-, i due gemelli celesti "Figli di *Dyeus", la loro sorella e sposa, la "Figlia del Sole", la dea *H2ausos (l'Aurora), il dio della luna *Menot e infine la dea infera *Kelu-;
- si è tentato di ricostruire alcune pratiche di culto ancestrali, con qualche risultato attendibile: sicuramente il cavallo, animale centrale nell'economia e nella guerra indoeuropea, era al centro di pratiche religiose e sacrifici. Usanze e miti persistenti, comuni a regioni dell'Indoeuropa molto lontane nel tempo e nello spazio, come l'Irlanda medievale e l'Arcadia, fanno pensare che l'elezione del re sacro culminasse con l'accoppiamento del prescelto con una cavalla rappresentante una dea locale[senza fonte]; ruoli importanti, come totem, avevano anche il gallo, l'aquila, il toro;
- la convergenza fra la poesia epica dei Greci, dei Celti e degli Indo-arii permette di individuare alcuni temi e valori comuni, e in particolare: 1) il motivo della "nobile gloria" e della "gloria immortale", come molla per il compimento di imprese eroiche; 2) la presenza di miti originari come il duello fra il dio delle tempeste *Perkwunos e un mostruoso drago, o il rapimento della bella Figlia del Sole, che viene liberata e riscattata dai suoi due fratelli e sposi, i "Figli di *Dyeus".

Studi completi e approfonditi della religiosità e dei miti degli Indoeuropei, nonché della loro struttura narrativa sono stati recentemente messi a punto da Calvert Watkins e Martin Litchfield West.

## Diverse ipotesi sull'origine e sulla relazione con altre lingue
Sebbene la teoria esposta sia generalmente accettata nella comunità scientifica, da più parti ed in più momenti sono state avanzate critiche o riformulazioni in contesti più vasti della teoria dell'Indoeuropeo.

### L'ipotesi della lega linguistica indoeuropea
Secondo Vittore Pisani, l'ultima fase della comunità indoeuropea deve essere interpretata come lega linguistica, in cui si distingue chiaramente la componente fondamentale del protosanscrito.
Sebbene un simile punto di vista abbia aspetti di plausibilità, si comprende bene che questa proposta non fa che spostare la questione dall'Indoeuropeo al "protosanscrito" (secondo Pisani). In tale prospettiva alcune somiglianze tra le lingue indoeuropee si potrebbero in parte spiegare anche come contatti secondari, ossia condivisioni di tratti linguistici tra lingue geograficamente vicine. È chiaro che in tal caso alcuni dei tratti che normalmente si fanno risalire ad un proto-indoeuropeo potrebbero invece risultare miraggi di ricostruzione, essendosi diffusi in alcune lingue della lega linguistica in un'epoca in cui queste erano differenziate e separate. Naturalmente questa interpretazione può spiegare alcuni aspetti, ma risulta essenzialmente limitata dalla semplice constatazione che normalmente solo il lessico viene scambiato con una certa facilità, mentre più difficilmente lo stesso accade con gli elementi morfologici.
Oggi l'ipotesi della lega linguistica è abbandonata dalla più parte degli studiosi, i quali sono convinti che l'indoeuropeo, specie nelle fasi più tarde, si presentasse come un diasistema, cioè un insieme di dialetti caratterizzati da intelligibilità reciproca, ma ricco di varianti locali (un po' come i dialetti delle varie aree linguistiche neolatine).

### Le lingue del Vecchio Mondo nell'ottica delle superfamiglie
Si deve ricordare uno studio apprezzabile da un punto di vista archeologico e cronologico che si basa sulle parentele tra le famiglie linguistiche del Vecchio Mondo, portato avanti dalle teorie rivali della superfamiglia Nostratica e della superfamiglia Eurasiatica.
Nella prospettiva di tali teorie, l'Indoeuropeo (forse insieme all'Ugrofinnico) si sarebbe staccato dal corpo principale della superfamiglia (Nostratica o Euroasiatica, a seconda della teoria) in un momento che alcune teorie fanno risalire alla fine del Neolitico (Colin Renfrew), altre invece al Paleolitico superiore, probabilmente prima della glaciazione Würm (Mario Alinei, Franco Cavazza e assertori delle teorie della continuità paleolitica).
Alla remota fase del distacco dal nostratico (o dall'eurasiatico), qualunque datazione si proponga per essa, si dovrebbero far risalire le più antiche e genuine somiglianze tra Indoeuropeo, nella sua interezza, e le famiglie sorelle, non escludendo naturalmente fenomeni successivi di convergenza linguistica (quali i prestiti).
Nell'ottica di alcune di queste ipotesi, quindi, viene in parte ridiscussa l'ipotesi dell'Urheimat così come delineata finora.

## Antiche proposte di famiglie comprendenti l'Indoeuropeo
Può essere utile, al fine di cercare di comprendere la complessità del problema delle somiglianze tra Indoeuropeo e altre famiglie linguistiche, avere una panoramica delle ipotesi, più o meno ragionevoli, proposte in letteratura.

### Teorie quasi-nostratiche
Sempre nella prospettiva della superfamiglia preistorica, non si può non osservare che l'Ugro-Finnico è, tra le altre famiglie linguistiche, quella che sembra presentare il maggior numero di somiglianze sistematiche con l'Indoeuropeo: di qui l'ipotesi dell'Indo-uralico di Björn Collinder e Holger Pedersen, antesignana del Nostratico.
Si vuole ricordare anche il tentativo di Pedersen, Bruno Meriggi e Luigi Heilmann con l'ipotesi dell'Indo-Semita, dove la macro-famiglia verrebbe formata dall'Indoeuropeo e dal solo ramo semitico dell'Afro-asiatico. Tentativi simili furono proposti precedentemente da Hermann Möller (appoggiandosi anche all'ipotetica presenza delle laringali), Albert Cuny, e indipendentemente da Ascoli.

### L'Indoeuropeo lingua creola?
In qualche modo affine alla proposta dell'Indo-Uralico (e non del tutto incompatibile con essa), è la proposta del doppio strato per l'antico Indoeuropeo, con la quale si proponeva l'Indoeuropeo come frutto di un'antica creolizzazione tra una lingua ugrofinnica e una lingua di tipo Caucasico Settentrionale, il che spiegherebbe, tra l'altro, l'apparente ergatività dell'antico Indoeuropeo (ipotesi di Uhlenbeck, 1935). Un'ipotesi affine è stata recentemente riproposta da F. Kortlandt.
Analoghe proposte furono avanzate anche da Trubeckoj e Tovar, che considerarono la possibilità di includervi anche contributi semitici.

### Proposte alternative ed eterodosse
Infine diversi sono stati i tentativi, più o meno apprezzabili, di collegare l'Indoeuropeo con:
- il Sumero (l'ipotesi proposta da Autran negli anni 1920 si basa esclusivamente su alcune somiglianze lessicali come: sumero agar "campo", latino ager; sumero buru "frutto", latino frux; sumero dam "sposa", greco δάμαρ e così via);
- l'Ainu (tra le somiglianze: ainu tu "due", indoeuropeo *dwō; ainu -wa e -awa suffissi di participio, indoeuropeo *wes- / wos- / us- suffisso di participio passato; ainu tan "questo", indoeuropeo *to; ainu ku "io", indoeuropeo *egō; ainu un "noi", indoeuropeo *ns. Complessivamente le somiglianze sono state portate a più di 450 da Naert) con il Coreano;
- l'Eschimese;
- il Cinese (ipotesi di Jensen: per avere un'idea delle motivazioni, si veda lingua tocaria);
- l'Etrusco (ipotesi di Adrados, ma non gode di consenso[39]);
- il Berbero e l'Egiziano antico;
- il cartvelico (lingue caucasiche meridionali);
- le lingue caucasiche occidentali (ipotesi del Proto-pontico di Colarusso, 1997).

### Conclusioni
Come si può notare, le teorie sull'origine dell'indoeuropeo e sulla sua ricostruzione ed evoluzione costituiscono un capitolo assai complesso della storia degli studi linguistici. L'inventario fonetico e i paradigmi qui presentati, conformi come sono a una ricostruzione tradizionale e "neogrammatica" in parte riveduta e ampliata, non riscuotono essi stessi un consenso unanime presso tutti i linguisti.
Di fronte a questo mare magnum di ipotesi e constatazioni di somiglianze più o meno fondate, si capisce facilmente come, in linguistica, ci sia stata la volontà di perfezionare la strumentazione analitica allo scopo di poter fornire un quadro complessivo il più possibile coerente con i dati.